# 알바니아인
알바니아인(알바니아어: Shqiptarët)은 발칸반도의 민족 집단이다. 주로 알바니아와 코소보를 근거지로 하며, 전통적으로 알바니아어를 모국어로 사용한다. 종교는 이슬람(수니파)이 상대적 다수이지만 과거부터 상당한 수의 기독교(가톨릭 및 정교회) 신자도 있다.

## 거주 국가
주로 알바니아, 코소보 및 마케도니아 공화국 서부 지역(마케도니아 공화국 인구의 약 25%)에 거주하고 있으며, 세르비아, 몬테네그로, 미국 등에도 소수의 알바니아인이 거주하고 있다.

## 역사
알바니아의 알바니아인과 코소보의 알바니아인은 같은 혈통의 동족(同族)이다. 알바니아인은 자신들이 슬라브족이나 그리스인보다 먼저 발칸반도에 정착한 일리리아인의 후예라고 한다.
알바니아와 코소보는 1479년부터 1912년까지 오스만 제국의 지배 하에 있었는데, 알바니아인들은 19세기 말부터 활발한 독립운동을 전개하였다. 발칸 전쟁(1912년 10월 - 1913년 7월)의 결과, 알바니아는 1912년 11월 독립국이 되었고, 코소보는 부쿠레슈티 조약(1913년 8월)에 따라 세르비아 왕국의 영토가 되었다.
이 후 코소보는 계속 유고슬라비아에 속했기 때문에 세르비아 문화 등이 섞여 있다.

## 언어
알바니아어를 쓴다. 이는 알바니아인과 발칸반도의 다른 민족을 구분짓는 핵심적 징표이다.

## 종교
다수가 이슬람교(알바니아인의 약 58.79%, 코소보인의 약 95.6%)를 믿는다. 그 밖에 가톨릭 신자(알바니아인의 약 10.3%, 코소보인의 약 2.2%)와 동방 정교회 신자(알바니아인의 약 6.75%(알바니아 정교회), 코소보인의 1.4%)가 있다.

## 같이 보기
- 알바니아계 코소보인
- 알바니아